# جيمس ر. هارتلي
جيمس ر. هارتلي هو مهندس ومهندس مدني وسياسي كندي، ولد في 1833، وتوفي في 29 سبتمبر 1868 في فريدريكتون في كندا بسبب حمى التيفوئيد. حزبياً، نشط في حزب كندا المحافظ.